# Stig Asmussen
Stig Asmussen est un développeur de jeux vidéo américain surtout connu pour son travail sur la série God of War pour Santa Monica Studio et la série Star Wars Jedi pour Respawn Entertainment. Il travaille actuellement pour Respawn Entertainment.

## Biographie
Stig Asmussen obtient son diplôme d'associé en technologie spécialisée dans les médias d'animation informatique en 1998 à l'Art Institute of Pittsburgh. Son père, Jes Asmussen, est professeur émérite de l'université et directeur exécutif du Centre Fraunhofer pour les revêtements et les applications laser à l'université d'État du Michigan[réf. nécessaire]. Tout au long de la série God of War, il travaille en tant qu'artiste principal de l'environnement, directeur artistique, et devient directeur de jeu de God of War III après le départ de Cory Barlog.
En 2011, Stig Asmussen remporte le BAFTA Best Artistic Achievement Award pour son travail sur God of War III. Dans une interview en avril 2012, David Jaffe, créateur de God of War, déclare que Stig Asmussen « faisait des trucs sympas » à Santa Monica, et n'a pas travaillé sur God of War: Ascension. En 2014, il quitte Santa Monica Studio. Il a depuis rejoint Respawn Entertainment en tant que directeur de jeu. Le 4 mai 2016, pendant la journée Star Wars, il annonce que Respawn Entertainment était en train de créer un jeu Star Wars à la troisième personne, annoncé sous le nom Star Wars Jedi: Fallen Order.
En 2022, Stig Asmussen dévoile son prochain jeu, Star Wars Jedi: Survivor, la suite de Star Wars Jedi : Fallen Order.

## Travaux
| Année | Jeu                          | Rôle                                 | Studio                  |
| ----- | ---------------------------- | ------------------------------------ | ----------------------- |
| 2005  | God of War                   | Artiste principal de l'environnement | SIE Santa Monica Studio |
| 2007  | God of War II                | Directeur artistique                 | SIE Santa Monica Studio |
| 2010  | God of War III               | Directeur de jeu                     | SIE Santa Monica Studio |
| 2019  | Star Wars Jedi: Fallen Order | Directeur de jeu                     | Respawn Entertainment   |
| 2023  | Star Wars Jedi: Survivor     | Directeur de jeu                     | Respawn Entertainment   |